# Poecilium ermolenkoi
Poecilium ermolenkoi är en skalbaggsart som beskrevs av Cherepanov 1980. Poecilium ermolenkoi ingår i släktet Poecilium och familjen långhorningar. Inga underarter finns listade i Catalogue of Life.